# Mohammad Kaif
Mohammad Kaif  (pronúnciaⓘ; 1 de dezembro de 1980) é um ex-jogador de críquete indiano. Ele chegou à seleção nacional graças ao seu desempenho na categoria Sub-19, onde foi capitão da seleção nacional de críquete sub-19 da Índia até a vitória na Copa do Mundo de Críquete Sub-19 em 2000.
Ele se aposentou de todos os formatos de críquete em 13 de julho de 2018.

## Vida pessoal
Kaif nasceu em uma família de classe média em 1 de dezembro de 1980 em Allahabad, Uttar Pradesh, Índia. Ele começou sua carreira no Green Park Hostel, Kanpur. Seu pai Mohammad Tarif Ansari jogou pelos times de críquete Railways e Uttar Pradesh. Seu irmão Mohammad Saif joga críquete também.
Kaif se casou com Pooja Yadav, uma jornalista que mora em Noida, em 2011. Eles têm 2 filhos, um filho chamado Kabir e uma filha chamada Eva.

## Carreira
Kaif fez sua estreia nacional em 2000 contra a África do Sul em Bangalore.
Na série contra o Bangladesh no final de 2004, ele foi recebeu o prêmio de Homem da Série por sua consistência em todos os três ODIs.